# Vilém Bernard
Vilém Bernard (5. května 1912 Náchod – 22. května 1992 Reading, Spojené království) byl český a československý politik, poválečný poslanec Prozatímního Národního shromáždění a Ústavodárného Národního shromáždění za Československou sociální demokracii a předseda poúnorové exilové sociální demokracie.

## Biografie
Maturoval na gymnáziu v Náchodě, pak vystudoval práva na Karlově univerzitě. Roku 1938 promoval. Na vysoké škole se angažoval v studentských sociálně demokratických skupinách. V letech 1935-1938 byl předsedou Sdružení československých sociálně demokratických studentů a v letech 1936–1938 předsedou Studentské fronty za demokratická práva, proti válce a fašizující reakci, která spojovala levicové studentské organizace. V srpnu 1939 odešel do Polska a po vypuknutí druhé světové války do Sovětského svazu. Zde v letech 1940–1942 pracoval na různých postech. Zpočátku jako skladník sovchozu ve Stalingradské oblasti, pak coby bankovní úředník v Ivanovo-Vozněsensku a Čeljabinsku. V letech 1942–1943 byl členem československé vojenské jednotky v SSSR. V letech 1943–1945 zastával post konzulárního atašé československého velvyslanectví v Moskvě. Byl členem redakční rady časopisu Československé listy.
Politicky se angažoval i po návratu do Československa, kde byl od dubna do října 1945 přednostou politického odboru Úřadu předsednictva vlády. Získával též vliv v sociálně demokratické straně (od října 1945 do března 1948 zahraniční tajemník a člen vedení). V letech 1945-1946 byl poslancem Prozatímního Národního shromáždění za sociální demokraty. Mandát obhájil v parlamentních volbách v roce 1946 a stal se poslancem Ústavodárného Národního shromáždění, kde zasedal do roku 1948. 6. března 1948 se vzdal mandátu a místo něj do parlamentu usedl Jan Němec.
Zasedal v redakční radě sociálně demokratického teoreticko-politického listu Cíl. Zpočátku měl blízko ke Zdeňku Fierlingerovi, ale postupně se stával jeho oponentem a obhájcem samostatné politiky ČSSD nezávislé na komunistech. Na brněnském sjezdu ČSSD v listopadu 1947 přispěl ke zvolení Bohumila Laušmana předsedou strany.
Po únorovém převratu odešel koncem března 1948 přes Rakousko do exilu do Anglie. V květnu 1948 patřil mezi zakládající členy exilové sociální demokracie v Londýně a zasedal v jejím ústředním výkonném výboru. Pro potřeby strany i sesterské Labour Party vypracoval analýzu příčin úspěchu komunistického převratu. Počátkem 50. let 20. století zastupoval exilovou Československou sociální demokracii v mezinárodních organizacích středolevých stran (Socialistická internacionála, Socialistická unie střední a východní Evropy). Redigoval časopis Labour Calls a organizoval kongresy Socialistické unie střední a východní Evropy, jejímž generálním tajemníkem byl po celé období 1948-1989. V letech 1956-1974 pracoval v monitorovací službě BBC v Readingu a spolupracoval se stanicí Svobodná Evropa. V roce 1973 byl na konferenci exilové sociální demokracie zvolen předsedou jejího ústředního výboru. Tuto funkci zastával až do června 1989, kdy na sjezdu v Heidelbergu rezignoval a stal se čestným předsedou. V rámci exilové strany patřil ke skupině, která se v 80. letech vyjadřovala kriticky k možnosti spolupráce s komunisty a v roce 1983 na sjezdu v Curychu tento proud ve straně převládl.
Je autorem souboru esejí Kde básníkům se poroučí, který analyzuje situaci československých literárních tvůrců a kultury v letech 1948–1956. Podílel se na sbornících Osmdesát let československé sociální demokracie 1878–1958 (1958) a Sozialdemokratie und Systemwandel. Hundert Jahre tschechoslowakische Erfahrung (1978).